# Florin Condurățeanu
Florin Condurățeanu (n. 12 martie 1950, București – d. 28 iunie 2021, București) a fost un jurnalist român.